# Anna Gawrońska
Anna Gawrońska (Gostyń, 24 marzo 1979) è una calciatrice e allenatrice di calcio polacca, attaccante del Medyk Konin del quale è anche capitano.
Giocatrice estremamente longeva, nel corso del campionato di Ekstraliga Kobiet 2023-2024 marca due presenze a 44 anni d'età, tra il 2002 e il 2017 ha indossato la maglia della nazionale polacca collezionando, tra amichevoli, tornei a invito e qualificazioni al campionato europeo, 78 presenze siglando 11 reti.

## Palmarès

### Club
- Campionato polacco: 4

Medyk Konin: 2013-2014, 2014-2015, 2015-2016, 2016-2017
- Coppa di Polonia femminile: 7

Medyk Konin: 2004-2005, 2005-2006, 2007-2008, 2012-2013, 2014-2015, 2015-2016

### Individuali
- Capocannoniere del campionato polacco: 3

2005-2006 (11 reti), 2007-2008 (25 reti), 2015-2016 (23 reti)